# 中油嘉義溶劑廠支線
23°27′51″N 120°26′56″E / 23.46417°N 120.44889°E

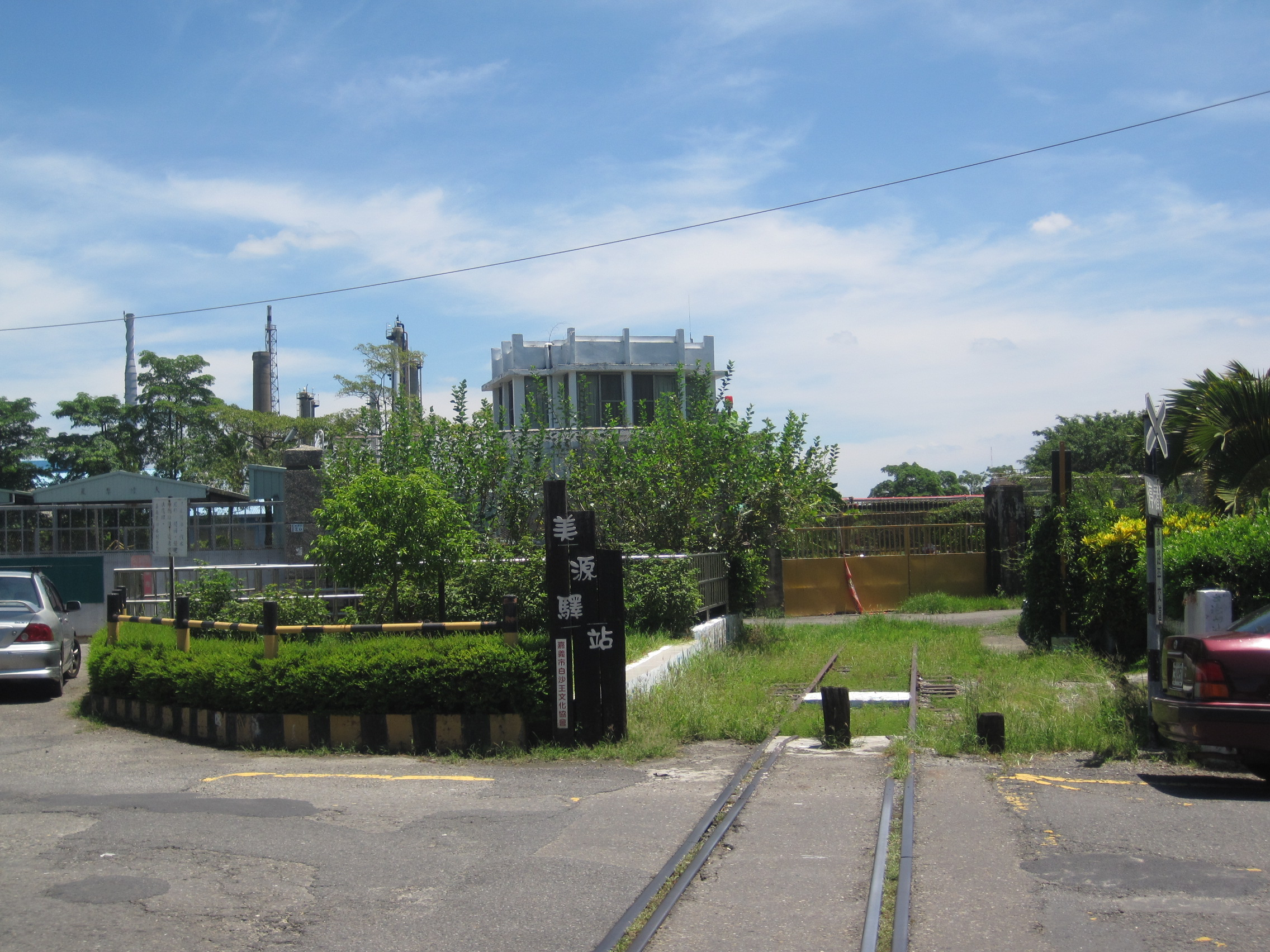
中油嘉義溶劑廠支線進出廠區的路段

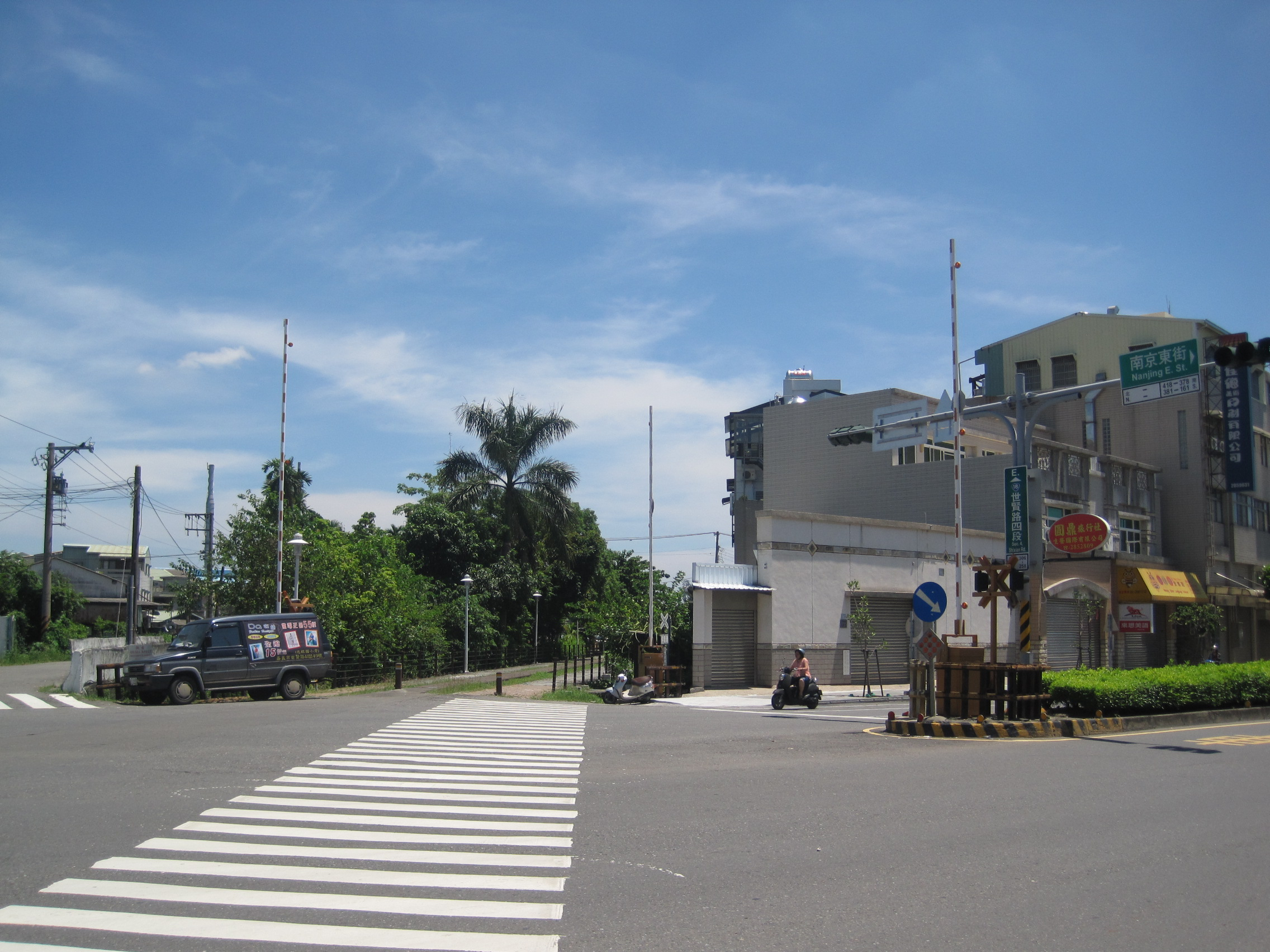
中油嘉義溶劑廠支線在嘉義市世賢路上留存的平交道設施

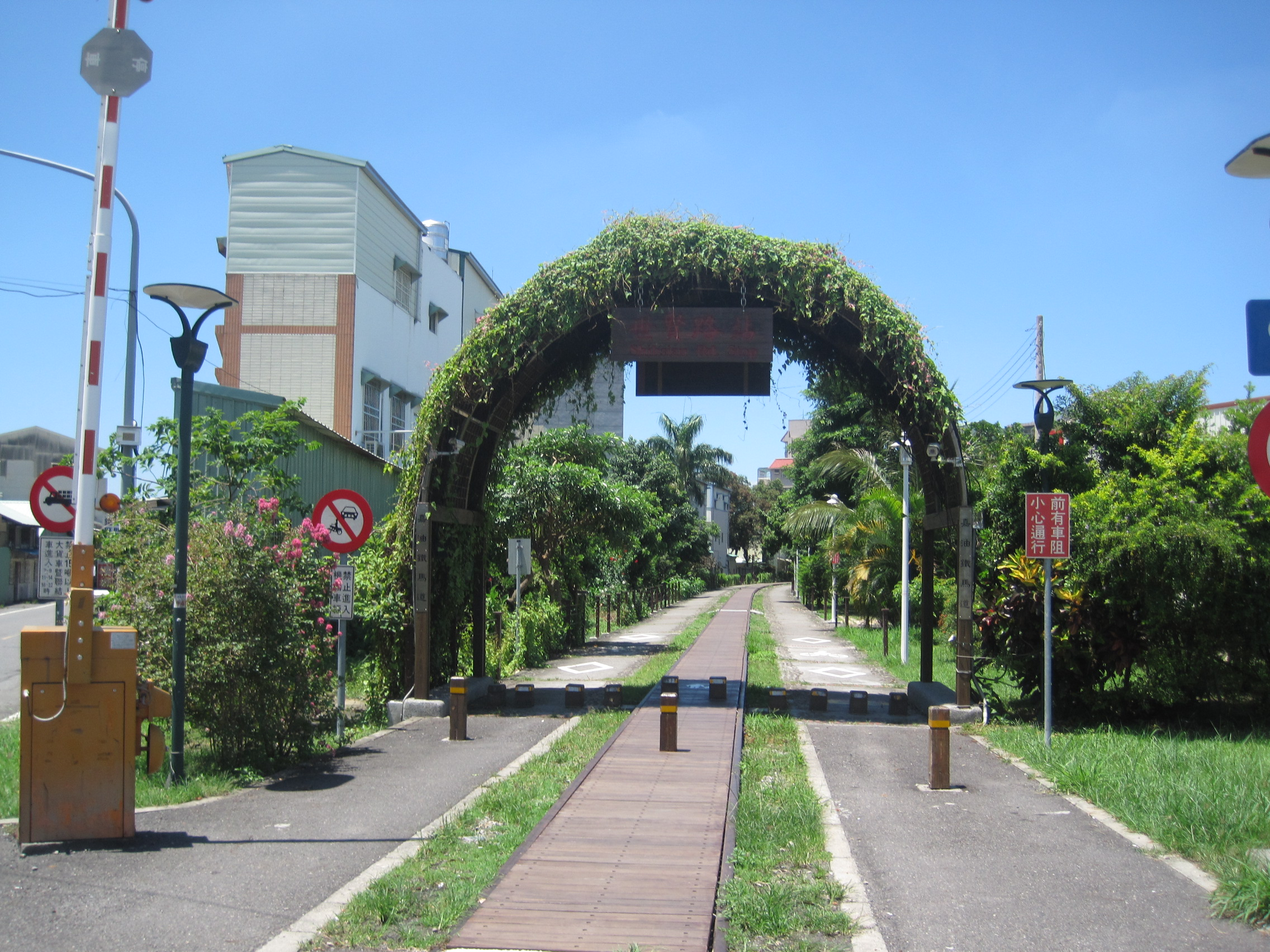
嘉油鐵馬道世賢路站

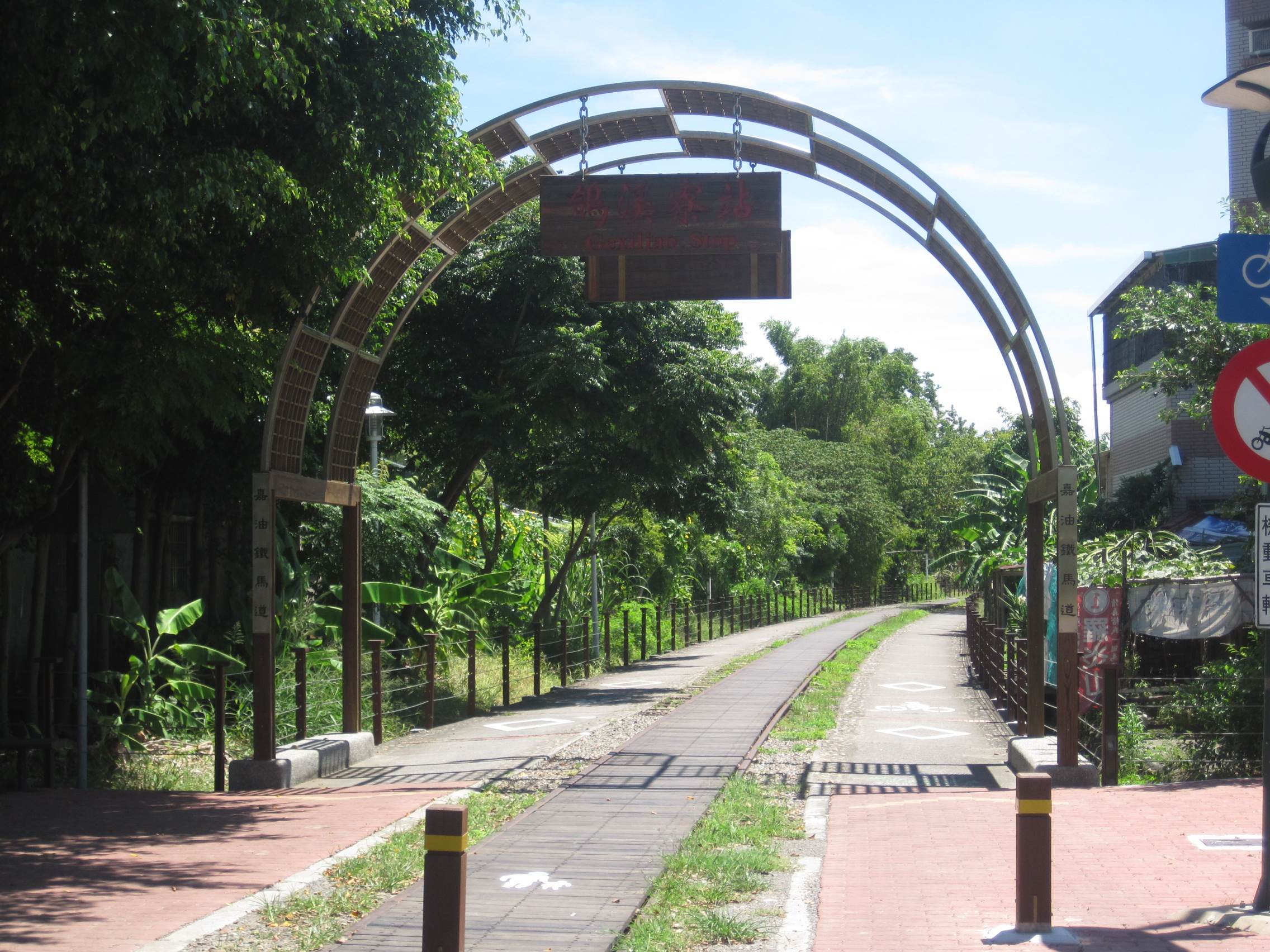
嘉油鐵馬道鴿溪寮站

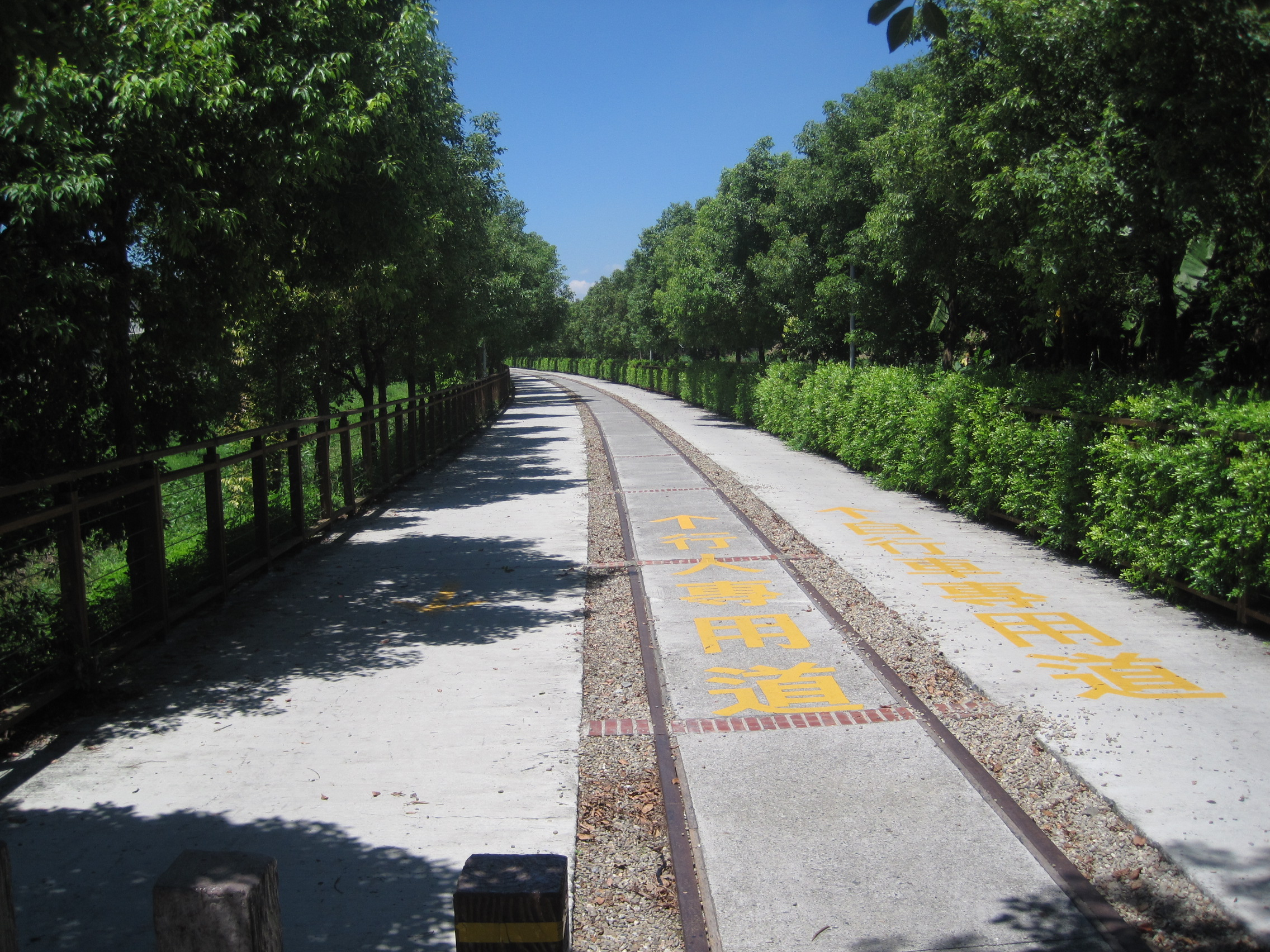
嘉油鐵馬道鴿溪寮站以南，往北回車站方向的路段

中油嘉義溶劑廠支線是自北回車站分歧，由中油專用鐵路貨運支線。

## 路線資料
- 經營管轄：中國石油公司（今台灣中油公司）
- 路線距離：北回車站＝嘉義中油煉製研究所
- 軌距：1,067毫米
- 車站數：2（含起訖車站）
- 開業時間：日治時代
- 廢止時間：2003年
- 雙線區間：無，全線單線
- 電化區間：無

## 運行形態
- 已停駛。（目前部分路段已改建為自行車道，名稱為嘉油鐵馬道）

## 使用車輛
- 1.日本新潟重工製造之D-1，1961年製，(今日已消失)
- 2.日本日立重工製造之D-2，1980年製
- 3.美國plymouth製造之D-3，1989年製 [1]

## 簡介
本線於日治時代由台灣拓殖化學會社建造。從北回歸線車站向北分歧而出，平行於縱貫線鐵路之東側而北行，後向東進入市區，穿越嘉義市世賢路，終止於嘉義中油煉製研究所（地方上常稱之為溶劑廠）。亦有稱為「中油煉研所線」者。2002年8月14日停駛。

## 車站一覽
（包括停駛前已廢站者）
| 車站名稱 （國音電碼） | 營業里程（分歧點起） | 續接／交會路線及備註 | 所在地       |
| --------------------- | -------------------- | -------------------- | ------------ |
| 北回車站（ㄅㄏ）      | ——                   | 尚無                 | 嘉義縣水上鄉 |
| 鴿溪寮站              | 未知                 | 尚無                 | 嘉義縣       |
| 世賢路站              | 未知                 | 尚無                 | 嘉義市       |
| 嘉義中油煉製研究所    | 7.2                  | 尚無                 | 嘉義市西區   |

## 外部連結
- 2015.6.8 嘉油鐵馬道 台鐵廢線 中油嘉義溶劑廠支線 臺灣交通鐵道影像 （页面存档备份，存于）

## 備註
1. ↑  《台灣鐵路環島風情-特殊路線篇》，2004年，蘇昭旭著，人人出版股份有股份有限公司
2. ↑  鄧志忠/古庭維《臺灣舊鐵道散步地圖》，2010年，頁112